# Phoebophilus amoenas
Phoebophilus amoenas là một loài bướm đêm trong họ Noctuidae.